# Biljett till helvetet
Biljett till helvetet (engelska: The Domino Principle) är en amerikansk långfilm från 1977 i regi av Stanley Kramer, med Gene Hackman, Candice Bergen, Richard Widmark och Mickey Rooney i rollerna. Filmen bygger på romanen The Domino Principle av Adam Kennedy, som även skrev filmens manus.

## Handling
Roy Tucker (Gene Hackman) sitter i fängelse för att ha mördat sin frus första make. I fängelset ger Tagge (Richard Widmark) honom ett erbjudande från en mystisk organisation; de hjälper honom att fly och starta ett nytt liv och i utbyte kommer han arbeta åt dem under ett par veckor. Tucker flyr tillsammans med sin vän Spiventa (Mickey Rooney), som organisation direkt dödar. Han flyger senare till Costa Rica där han återförenas med sin fru Ellie (Candice Bergen).  Efter ett par idylliska dagar blir han förd tillbaka till Los Angeles av organisationens män; Tagge, Pine (Edward Albert) och General Reser (Eli Wallach). Han inser snart att jobbet han ska göra för dem är att lönnmörda en högt uppsatt person. Tucker vägrar och organisationen slår då tillbaka genom att kidnappa hans fru.
Nästa morgon genomförs operationen; Tucker skjuter från en helikopter men helikoptern blir nerskjuten. Tucker och Reser flyr, men Tucker tar Pine som gisslan och kräver ett plan och att han får tillbaka sin fru. När de anländer till flygfältet berättar Tucker för Tagge att han med flit missade sitt mål. Tagge avslöjer att det fanns två andra skyttar på plats; däribland Tuckers tidigare fängelsevän Spiventa, som Tucker trodde hade dödats. Enligt Tagge har organisationen manipulerat Tucker i över ett decennium. När planet är på väg att starta ser Tucker hur Tagge dödas genom en planterad bilbomb. De återvänder till Costa Rica men deras liv faller snabbt samman. Pengarna försvinner, de falska passen förstörs och Ellie dödas. Spiventa och Pine anländer för att döda Tucker men han är snabbare och dumpar deras döda kroppar i havet. Filmen slutar med att Tucker lovar ett hämnas, ovetandes om att han är i siktet för ännu en lönnmördare.

## Rollista
| Gene Hackman    | – Roy Tucker    |
| Candice Bergen  | – Ellie Tucker  |
| Richard Widmark | – Tagge         |
| Mickey Rooney   | – Spiventa      |
| Edward Albert   | – Ross Pine     |
| Eli Wallach     | – General Reser |
| Ken Swofford    | – Ditcher       |
| Neva Patterson  | – Gaddis        |
| Jay Novello     | – Kapten Ruiz   |
| Joseph V. Perry | – Bowkemp       |
| Ted Gehring     | – Schnaible     |
| Claire Brennen  | – Ruby          |
| George Fisher   | – Henemyer      |
| Bob Herron      | – Brookshire    |
| Denver Mattson  | – Murdock       |

## Produktion
Filmen spelades in i Los Angeles, San Francisco, Puerto Vallarta i Mexiko och i San Quentin-fängelset.
Fångar vid San Quentin fick betalt att vara statister vid inspelningen och när Mickey Rooney avslutade filmandet i fängelset fick han ett plakat från fångarna som tack för att han var en sån fin människa ("for being such a nice human being").